# 孚日圣迪耶区
孚日圣迪耶区（法語：Arrondissement de Saint-Dié-des-Vosges），又译圣迪耶德孚日区，是法国大東部大區孚日省所辖的一个区。总面积1458.2平方公里，总人口110262，人口密度76人/平方公里（2018年）。主要城镇为孚日圣迪耶。

## 辖区
孚日圣迪耶区辖有96个市镇。

## 引用
1. ↑  . mall.cnki.net.   [2019-06-04].[]